# 拉姆帕德斯
拉姆帕德斯（希臘語：Λαμπαδες/Λαμπας），即幽冥仙女，是希腊神话中的冥界的宁芙仙女。她们是魔法女神赫卡忒的同伴，夜晚降临时手持火炬与其一同进行仪式或是招来鬼怪，她们的火炬所发出拥有使人发狂的能力。其中最著名的是俄耳菲涅（Ορπηνε），她与冥界河神阿刻戎生下冥府园丁阿斯卡拉福斯。